# Музей Людвига
Музей Людвига (нем. Museum Ludwig) в Кёльне — одно из значительнейших мировых собраний современного искусства. Расположен на площади Генриха Бёлля, непосредственно рядом с Кёльнским собором и Центральным железнодорожным вокзалом.

## История

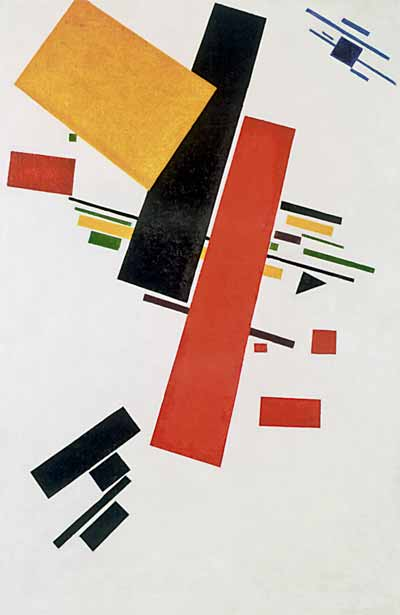
Казимир Малевич. Динамический супрематизм № 38 (1915). Картина из собраний Музея Людвига

Музей создан на основе собрания немецких экспрессионистов кёльнского адвоката Йозефа Хаубриха, в значительной степени дополненного богатейшей коллекцией искусства поп-арт покойного немецкого промышленника Петера Людвига и его супруги Ирены. Здание музея было построено по проекту Освальда Унгерса. В коллекции ярко представлены сюрреалисты, русский предреволюционный и послереволюционный авангард, в том числе — Гончарова, Кандинский, Ларионов, Лисицкий, Малевич, Родченко, Эстер, а также Пикассо, немецкий экспрессионизм, поп-арт, произведения графики, фото- и видеоискусства.
Петер Людвиг был крупным предпринимателем в торговле шоколадом. Он завещал городу Кёльну большую часть своей художественной коллекции, включающей также 90 произведений Пабло Пикассо, коллекцию произведений немецкого экспрессионизма, поп-арт, произведения графики, фото- и видеоискусства.